# Nati nel 1980/Maggio
| Questa pagina contiene informazioni ricavate automaticamente dalle voci biografiche con l'ausilio del template Bio e di un bot. L'aggiornamento è periodico e automatico e ricostruisce completamente la pagina. Se manca una persona in questa lista, sei pregato di non aggiungerla, ma accertati piuttosto che la sua voce biografica contenga il template Bio e che i dati anagrafici siano correttamente compilati. Se il template Bio manca, inseriscilo tu stesso o, in alternativa, metti l'avviso {{tmp\|Bio}} che ne segnala la mancanza. Se i dati riportati sono sbagliati, correggi direttamente la voce biografica; le modifiche saranno visibili in questa lista entro pochi giorni. Per chiarimenti vedi il progetto biografie. La lista contiene solo le 392 persone che sono citate nell'enciclopedia e per le quali è stato implementato correttamente il template Bio. Pagina aggiornata al 18 ago 2025. |

- 1º maggio - Blu, artista italiano
- 1º maggio - Marvin Cabrera, ex calciatore messicano
- 1º maggio - Giampaolo Ciarcià, ex calciatore italiano
- 1º maggio - Jacek Dehnel, poeta, scrittore e pittore polacco
- 1º maggio - Jacqueline Frank, ex pallanuotista statunitense
- 1º maggio - ZAZ, cantante francese
- 1º maggio - Inês Henriques, marciatrice portoghese
- 1º maggio - Sam Okoye, calciatore nigeriano († 2005)
- 1º maggio - Niyaməddin Paşayev, taekwondoka azero
- 1º maggio - Jay Reatard, musicista statunitense († 2010)
- 1º maggio - Radoslav Rochallyi, poeta, filosofo e scrittore slovacco
- 1º maggio - Anouk Saint Jours, pentatleta francese
- 1º maggio - Julija Tabakova, ex velocista russa
- 1º maggio - Ana Claudia Talancón, attrice messicana
- 1º maggio - David Wright, ex calciatore inglese
- 2 maggio - Gianluca Bazzoli, attore italiano
- 2 maggio - Tim Borowski, allenatore di calcio, dirigente sportivo e ex calciatore tedesco
- 2 maggio - K. C. Clyde, attore statunitense
- 2 maggio - Caylen Croft, wrestler statunitense
- 2 maggio - Francesco Facchinetti, conduttore televisivo, cantante e disc jockey italiano
- 2 maggio - Marc-Olivier Hassoun, ex schermidore canadese
- 2 maggio - Ellie Kemper, attrice e comica statunitense
- 2 maggio - Ol'ha Ljaškova, ex cestista ucraina
- 2 maggio - Jamie Lloyd, regista teatrale britannico
- 2 maggio - Misheck Lungu, ex calciatore zambiano
- 2 maggio - Dave Mackay, allenatore di calcio e ex calciatore scozzese
- 2 maggio - Martina Majerle, cantante croata
- 2 maggio - Artūras Masiulis, ex cestista lituano
- 2 maggio - Monika Michalik, lottatrice polacca
- 2 maggio - Troy Murphy, ex cestista statunitense
- 2 maggio - Claudinei Alexandre Aparecido, ex calciatore brasiliano
- 2 maggio - Reïna-Flor Okori, ostacolista equatoguineana
- 2 maggio - Fabrice Pancrate, ex calciatore francese
- 2 maggio - Paige Peterson, attrice e socialite statunitense
- 2 maggio - Berry Powel, ex calciatore e dirigente sportivo olandese
- 2 maggio - Brad Richards, hockeista su ghiaccio canadese
- 2 maggio - Svitlana Serbina, tuffatrice ucraina
- 2 maggio - Ronetta Smith, ex velocista giamaicana
- 3 maggio - Ama K. Abebrese, attrice ghanese
- 3 maggio - Stefania Ascari, politica italiana
- 3 maggio - Mircea Bornescu, ex calciatore rumeno
- 3 maggio - Angelo Bruscino, imprenditore e saggista italiano
- 3 maggio - David Catalá, allenatore di calcio e ex calciatore spagnolo
- 3 maggio - Andrea Cossu, dirigente sportivo e ex calciatore italiano
- 3 maggio - Christie Dawes, atleta paralimpica australiana
- 3 maggio - Martin Ides, ex cestista e allenatore di pallacanestro ceco
- 3 maggio - Mozhan Marnò, attrice statunitense
- 3 maggio - Hussain Mustahil, ex calciatore omanita
- 3 maggio - Luis Alejandro Núñez, ex calciatore paraguaiano
- 3 maggio - Zuzana Ondrášková, ex tennista ceca
- 4 maggio - Sam Clancy, ex cestista e allenatore di pallacanestro statunitense
- 4 maggio - Roberta Gangeri, giornalista, conduttrice televisiva e conduttrice radiofonica italiana
- 4 maggio - Vladimirs Koļesņičenko, ex calciatore lettone
- 4 maggio - Mohd Nazrulerwan Makmor, ex calciatore malese
- 4 maggio - Elşən Məmmədov, ex calciatore azero
- 4 maggio - Masashi Ōguro, ex calciatore giapponese
- 4 maggio - Andrew Raycroft, allenatore di hockey su ghiaccio e ex hockeista su ghiaccio canadese
- 4 maggio - Andrew Rice, ex cestista australiano
- 4 maggio - Ryan Sims, ex giocatore di football americano statunitense
- 4 maggio - Franziska Weisz, attrice austriaca
- 5 maggio - Silvan Aegerter, ex calciatore svizzero
- 5 maggio - Yossi Benayoun, dirigente sportivo e ex calciatore israeliano
- 5 maggio - Somaya Bousaid, atleta paralimpica tunisina
- 5 maggio - Dominic Callori, ex cestista statunitense
- 5 maggio - Thomas Dubiez, ex cestista francese
- 5 maggio - Maia Hirasawa, cantautrice svedese
- 5 maggio - DerMarr Johnson, ex cestista statunitense
- 5 maggio - Abdelkarim Kissi, ex calciatore marocchino
- 5 maggio - Julia Kleiter, soprano tedesco
- 5 maggio - Rodolfo Lima, ex calciatore portoghese
- 5 maggio - Alberto Lopo, ex calciatore spagnolo
- 5 maggio - Cyrille Makanda, ex cestista camerunese
- 5 maggio - Hellings Mwakasungula, ex calciatore malawiano
- 5 maggio - Nick Nuyens, dirigente sportivo e ex ciclista su strada belga
- 5 maggio - Martin Retov, ex calciatore danese
- 5 maggio - Kingone Wang, attore e cantante taiwanese
- 6 maggio - Carlos Arano, ex calciatore argentino
- 6 maggio - Brooke Bennett, nuotatrice statunitense
- 6 maggio - Colt Cabana, wrestler statunitense
- 6 maggio - Dīmītrīs Diamantidīs, ex cestista greco
- 6 maggio - Wolke Hegenbarth, attrice tedesca
- 6 maggio - Wycliffe Juma Oluoch, ex calciatore keniota
- 6 maggio - Ricardo Oliveira, ex calciatore brasiliano
- 6 maggio - Mario Stojić, ex cestista tedesco
- 6 maggio - Michele Wiles, danzatrice statunitense
- 7 maggio - Saeed Abedini, attivista iraniano
- 7 maggio - Hamad Al-Harbi, calciatore kuwaitiano
- 7 maggio - Aliyudin Ali, calciatore indonesiano
- 7 maggio - Luís Castro, allenatore di calcio portoghese
- 7 maggio - Michele Cesari, attore italiano
- 7 maggio - Kei Igarashi, cestista giapponese
- 7 maggio - Niklas Karlsson, ex fondista svedese
- 7 maggio - Johan Kenkhuis, nuotatore olandese
- 7 maggio - Kim Nam-soon, arciera sudcoreana
- 7 maggio - Nina Klenovska, ex biatleta bulgara
- 7 maggio - Lela Loren, attrice statunitense
- 7 maggio - Trésor Quidome, ex cestista e allenatore di pallacanestro angolano
- 8 maggio - Mariana Aydar, cantante e chitarrista brasiliana
- 8 maggio - Alexander Campos, ex calciatore salvadoregno
- 8 maggio - Kim Christensen, allenatore di calcio e ex calciatore danese
- 8 maggio - Keyon Dooling, ex cestista e allenatore di pallacanestro statunitense
- 8 maggio - Lucio Filomeno, ex calciatore argentino
- 8 maggio - David Grondin, ex calciatore francese
- 8 maggio - Juanlu, ex calciatore spagnolo
- 8 maggio - Panagiōtīs Kafkīs, ex cestista e allenatore di pallacanestro greco
- 8 maggio - Evgeny Lebedev, imprenditore e editore britannico
- 8 maggio - David Loosli, ex ciclista su strada svizzero
- 8 maggio - Michelle McManus, cantante e personaggio televisivo britannica
- 8 maggio - Gabriella Sznopek, schermitrice ungherese
- 8 maggio - Shin'ya Tomita, ex calciatore giapponese
- 8 maggio - Ol'ga Vasjukova, sincronetta russa
- 9 maggio - Erik Bosgraaf, flautista e musicologo olandese
- 9 maggio - Gaëtan Bucki, pesista francese
- 9 maggio - Carlos Casteglione, ex calciatore argentino
- 9 maggio - Chupe, ex calciatore equatoguineano
- 9 maggio - Dario Costa, atleta italiano
- 9 maggio - Nicolae Dică, allenatore di calcio e ex calciatore rumeno
- 9 maggio - Gerrie Eijlers, ex pallamanista olandese
- 9 maggio - Grant Hackett, nuotatore australiano
- 9 maggio - Jo Hyun-jae, attore e cantante sudcoreano
- 9 maggio - Lee Chun-heon, pentatleta sudcoreano
- 9 maggio - Estíbaliz Martínez, ex ginnasta spagnola
- 9 maggio - Sean Nelson, attore statunitense
- 9 maggio - Norihiro Nishi, ex calciatore giapponese
- 9 maggio - Anti Saar, scrittore e traduttore estone
- 9 maggio - Maciej Szmatiuk, ex calciatore polacco
- 9 maggio - Aleksej Voevoda, bobbista russo
- 9 maggio - Zoran Zeljkovič, allenatore di calcio e ex calciatore sloveno
- 10 maggio - Karoline Dyhre Breivang, ex pallamanista norvegese
- 10 maggio - Carlos Bueno, ex calciatore uruguaiano
- 10 maggio - Espen Bugge Pettersen, dirigente sportivo e ex calciatore norvegese
- 10 maggio - Zaho, cantante algerina
- 10 maggio - Honey Galvani, ex sciatrice alpina italiana
- 10 maggio - Kiril Lazarov, ex pallamanista e allenatore di pallamano macedone
- 10 maggio - Michaël Llodra, allenatore di tennis e ex tennista francese
- 10 maggio - Alberto Marchesan, ex calciatore italiano
- 10 maggio - Tommy Øren, calciatore norvegese
- 10 maggio - Jaco Peyper, arbitro di rugby a 15 sudafricano
- 10 maggio - Anatolij Poljakov, ex nuotatore russo
- 10 maggio - Madeleine Sami, attrice, comica e regista neozelandese
- 10 maggio - Nicolas Touzaint, cavaliere francese
- 10 maggio - Mary Whipple, canottiera statunitense
- 10 maggio - Josh Young, attore e cantante statunitense
- 10 maggio - Ol'ga Zabelinskaja, ciclista su strada e pistard russa
- 11 maggio - Jamar Brown, ex cestista statunitense
- 11 maggio - Alessandro Cattelan, conduttore televisivo, showman e conduttore radiofonico italiano
- 11 maggio - Paolo Cossi, fumettista italiano
- 11 maggio - Yanina Gaitán, ex calciatrice argentina
- 11 maggio - Óscar López Hernández, allenatore di calcio e ex calciatore spagnolo
- 11 maggio - Marisol Medina, ex calciatrice argentina
- 11 maggio - Nevio, cantautore e musicista tedesco
- 11 maggio - Míriam Nogueras, politica e imprenditrice spagnola
- 11 maggio - Andrea Rabito, allenatore di calcio, dirigente sportivo e ex calciatore italiano
- 11 maggio - Björgólfur Hideaki Takefusa, ex calciatore islandese
- 12 maggio - Kine Beate Bjørnås, ex fondista norvegese
- 12 maggio - Keith Bogans, ex cestista e allenatore di pallacanestro statunitense
- 12 maggio - Augusto De Megni, personaggio televisivo italiano
- 12 maggio - Charīs Doukas, politico e ingegnere greco
- 12 maggio - Katarína Hricková, ex cestista slovacca
- 12 maggio - Christian Høgni Jacobsen, calciatore faroese
- 12 maggio - Maya Maron, attrice israeliana
- 12 maggio - Fabio Mengozzi, compositore e pianista italiano
- 12 maggio - Christian Minotti, ex nuotatore italiano
- 12 maggio - César Peixoto, allenatore di calcio e ex calciatore portoghese
- 12 maggio - Gastón de Robertis, rugbista a 15 argentino
- 12 maggio - Rishi Sunak, politico britannico
- 12 maggio - Jimmy Tamandi, ex calciatore svedese
- 12 maggio - Marama Vahirua, allenatore di calcio e ex calciatore tahitiano
- 12 maggio - Justin Zackham, sceneggiatore, regista e produttore cinematografico statunitense
- 13 maggio - Abdulrahman Abdulkarim, ex calciatore bahreinita
- 13 maggio - Kensaku Abe, ex calciatore giapponese
- 13 maggio - Sarp Akkaya, attore turco
- 13 maggio - Bryan Bailey, ex cestista e allenatore di pallacanestro statunitense
- 13 maggio - Chris Barker, bassista statunitense
- 13 maggio - Eternia, rapper canadese
- 13 maggio - Kamelancien, rapper francese
- 13 maggio - Rey Ángel Martínez, ex calciatore cubano
- 13 maggio - Gabriel Melkam, ex calciatore nigeriano
- 13 maggio - Óscar Passo, ex calciatore colombiano
- 13 maggio - Tat'jana Rjabkina, orientista russa
- 13 maggio - Salvio Simeoli, attore italiano
- 14 maggio - Pablo Álvarez Núñez, ex calciatore spagnolo
- 14 maggio - Morten Ask, hockeista su ghiaccio norvegese
- 14 maggio - Catherine Dunnette, schermitrice canadese
- 14 maggio - Florent Peyre, comico e attore francese
- 14 maggio - Zdeněk Grygera, dirigente sportivo e ex calciatore ceco
- 14 maggio - Miyuki Hashimoto, cantante giapponese
- 14 maggio - Daisuke Ichikawa, ex calciatore giapponese
- 14 maggio - Berta Bertè, attrice e conduttrice televisiva italiana
- 14 maggio - Mervana Jugić-Salkić, ex tennista bosniaca
- 14 maggio - Tor Christian Klaussen, giocatore di calcio a 5 e ex calciatore norvegese
- 14 maggio - Rodolfo Madrid, ex calciatore cileno
- 14 maggio - Joe van Niekerk, ex rugbista a 15 sudafricano
- 14 maggio - Davide Silvestri, ex ciclista su strada italiano
- 14 maggio - Hugo Southwell, rugbista a 15 scozzese
- 14 maggio - Gustavo Victoria, ex calciatore colombiano
- 15 maggio - Ahmed Eid Abdel Malek, ex calciatore egiziano
- 15 maggio - Fouzi Al-Shehri, ex calciatore saudita
- 15 maggio - Josh Beckett, ex giocatore di baseball statunitense
- 15 maggio - Cheri Blauwet, ex atleta paralimpica e medico statunitense
- 15 maggio - Laura Harvey, allenatrice di calcio e ex calciatrice britannica
- 15 maggio - Félicien Kabundi, ex calciatore congolese (Repubblica Democratica del Congo)
- 15 maggio - Kang Ye-won, attrice sudcoreana
- 15 maggio - Francesco Meli, tenore italiano
- 15 maggio - Wandeir Oliveira dos Santos, ex calciatore brasiliano
- 15 maggio - O.S.T.R., rapper polacco
- 15 maggio - Zdravko Šaraba, ex calciatore bosniaco
- 16 maggio - Mikel Alonso, ex calciatore spagnolo
- 16 maggio - Anelis Assumpção, cantautrice e compositrice brasiliana
- 16 maggio - Daniele Corti, ex calciatore italiano
- 16 maggio - Simon Gerrans, ex ciclista su strada australiano
- 16 maggio - Yaniv Green, ex cestista israeliano
- 16 maggio - Matt Koalska, ex hockeista su ghiaccio statunitense
- 16 maggio - Nuria Llagostera Vives, ex tennista spagnola
- 16 maggio - Vadym Mel'nyk, ex calciatore ucraino
- 16 maggio - Jens Spahn, politico tedesco
- 16 maggio - Marta Tomasa Worner, attrice, ballerina e coreografa spagnola
- 17 maggio - Juan Arango, ex calciatore venezuelano
- 17 maggio - Jerome Beasley, ex cestista statunitense
- 17 maggio - Joe Bizera, ex calciatore uruguaiano
- 17 maggio - Michał Jeliński, canottiere polacco
- 17 maggio - Fredrik Kessiakoff, ex ciclista su strada, mountain biker e ciclocrossista svedese
- 17 maggio - Adam Korol, canottiere e politico polacco
- 17 maggio - Ilion Lika, ex calciatore albanese
- 17 maggio - Oleksandr Oleksandrovyč Moïsejenko, scacchista ucraino
- 17 maggio - Alistair Overeem, artista marziale misto e kickboxer olandese
- 17 maggio - Stéphane Robert, ex tennista e allenatore di tennis francese
- 17 maggio - Ariën van Weesenbeek, batterista e cantante olandese
- 18 maggio - Reggie Evans, ex cestista statunitense
- 18 maggio - Esperanza Gómez, attrice pornografica e modella colombiana
- 18 maggio - Lwiza John, ex mezzofondista tanzaniana
- 18 maggio - Ivan Jolić, ex calciatore bosniaco
- 18 maggio - Mari Konno, ex cestista giapponese
- 18 maggio - Matt Long, attore statunitense
- 18 maggio - Martin Møller, fondista danese
- 18 maggio - Diego Pérez, allenatore di calcio e ex calciatore uruguaiano
- 18 maggio - Ann Sirot e Raphaël Balboni, regista e sceneggiatrice francese
- 19 maggio - Mirko Deflorian, ex sciatore alpino italiano
- 19 maggio - Demet Evgar, attrice turca
- 19 maggio - Drew Fuller, attore e ex modello statunitense
- 19 maggio - Dean Heffernan, allenatore di calcio e ex calciatore australiano
- 19 maggio - Moeneeb Josephs, ex calciatore sudafricano
- 19 maggio - Abeer Nehme, cantante libanese
- 19 maggio - Daniel Ngom Kome, ex calciatore camerunese
- 19 maggio - Ekaterina Sčastlivaja, ex fondista russa
- 19 maggio - Danish Siddiqui, fotoreporter indiano († 2021)
- 20 maggio - Petr Benát, calciatore ceco
- 20 maggio - Christelle Bosker, ex atleta paralimpica sudafricana
- 20 maggio - Cédric Charpilloz, giocatore di football americano svizzero
- 20 maggio - Florante Condes, pugile filippino
- 20 maggio - Matt Deakin, canottiere statunitense
- 20 maggio - Benjamin Genton, ex calciatore francese
- 20 maggio - Jacey Harper, ex velocista trinidadiano
- 20 maggio - Elad Hasin, allenatore di pallacanestro israeliano
- 20 maggio - Agnes Kittelsen, attrice norvegese
- 20 maggio - Gerhard Mayer, discobolo austriaco
- 20 maggio - Juliana Pasha, cantante albanese
- 20 maggio - Cauã Reymond, attore e modello brasiliano
- 20 maggio - Mahmoud Shelbaieh, ex calciatore giordano
- 20 maggio - Daya Vaidya, attrice statunitense
- 20 maggio - Lucy Walters, attrice britannica
- 20 maggio - Sturla Ásgeirsson, pallamanista islandese
- 21 maggio - Goran Ćakić, ex cestista e dirigente sportivo serbo
- 21 maggio - Mamoutou Diarra, ex cestista e dirigente sportivo francese
- 21 maggio - Federico Gianassi, politico italiano
- 21 maggio - Gotye, cantautore e polistrumentista belga
- 21 maggio - Britt Janyk, ex sciatrice alpina canadese
- 21 maggio - Jones Kusi-Asare, ex calciatore svedese
- 21 maggio - Hugo Leal, allenatore di calcio e ex calciatore portoghese
- 21 maggio - Anika Moa, cantante neozelandese
- 21 maggio - Serge Mputu, ex calciatore della Repubblica Democratica del Congo
- 21 maggio - Ol'ga Peretjat'ko, soprano russo
- 21 maggio - Benoît Peschier, canoista francese
- 21 maggio - Joel Riddez, allenatore di calcio e ex calciatore svedese
- 21 maggio - Josh Santacaterina, ex nuotatore australiano
- 21 maggio - Ilse Van Den Vonder, ex cestista belga
- 21 maggio - Man Lo Zhang, attrice e personaggio televisivo cinese
- 22 maggio - Augustin Bata, taekwondoka francese
- 22 maggio - Nazanin Boniadi, attrice iraniana
- 22 maggio - Chung Kyung-ho, ex calciatore sudcoreano
- 22 maggio - Sharice Davids, politica statunitense
- 22 maggio - Aleksandr Dokturishvili, ex lottatore georgiano
- 22 maggio - Boris González, ex calciatore cileno
- 22 maggio - Lucy Gordon, attrice e modella inglese († 2009)
- 22 maggio - Róbert Gunnarsson, ex pallamanista islandese
- 22 maggio - Daniel Mobaeck, ex calciatore svedese
- 22 maggio - Pervis Pasco, ex cestista statunitense
- 22 maggio - Satine Phoenix, ex attrice pornografica e modella statunitense
- 22 maggio - Mario Rosas, allenatore di calcio e ex calciatore spagnolo
- 22 maggio - Tommy Smith, ex calciatore inglese
- 22 maggio - Kōnstantinos Stivachtīs, pallavolista greco
- 22 maggio - Angela Whyte, ostacolista canadese
- 23 maggio - D. J. Cotrona, attore statunitense
- 23 maggio - Richmond Forson, ex calciatore togolese
- 23 maggio - Lane Garrison, attore statunitense
- 23 maggio - Theofanīs Gkekas, allenatore di calcio e ex calciatore greco
- 23 maggio - Evelina Guneva, ex cestista bulgara
- 23 maggio - Thomas Jackson, ex cestista e allenatore di pallacanestro statunitense
- 23 maggio - Aljaksandr Kudraŭcaŭ, ex cestista bielorusso
- 23 maggio - Toshihisa Kuzuhara, pilota motociclistico giapponese
- 23 maggio - Nicolas Mas, rugbista a 15 francese
- 23 maggio - Cléber Monteiro, ex calciatore brasiliano
- 23 maggio - Aleksandar Radunović, ex calciatore serbo
- 24 maggio - Jason Babin, ex giocatore di football americano statunitense
- 24 maggio - Patrick Burgmeier, ex calciatore liechtensteinese
- 24 maggio - Cecilia Cheung, cantante e attrice cinese
- 24 maggio - Justin Hampson, giocatore di baseball statunitense
- 24 maggio - Ludovico Moresi, allenatore di calcio e ex calciatore italiano
- 24 maggio - Pasquale Muto, ex ciclista su strada italiano
- 24 maggio - Amanda Perez, cantautrice statunitense
- 24 maggio - Claudia Ruffo, attrice italiana
- 24 maggio - Achmad Saba'a, ex calciatore palestinese
- 24 maggio - Ivica Žuljević, allenatore di calcio e ex calciatore croato
- 25 maggio - Eugen Baciu, ex calciatore rumeno
- 25 maggio - Michel Breuer, ex calciatore olandese
- 25 maggio - Juan Marcos Casini, ex cestista e allenatore di pallacanestro argentino
- 25 maggio - Claudio Cipriani, pilota motociclistico italiano
- 25 maggio - Patrick Diaiké, calciatore francese
- 25 maggio - Jóhannes Karl Guðjónsson, allenatore di calcio e ex calciatore islandese
- 25 maggio - Yoandry Hernández, ex sollevatore cubano
- 25 maggio - Alex Hofmann, pilota motociclistico tedesco
- 25 maggio - Katarina Lazić, ex cestista jugoslava
- 25 maggio - Liang Zhongran, calciatore macaense
- 25 maggio - David Navarro, ex calciatore spagnolo
- 25 maggio - Aleš Urbánek, calciatore ceco
- 26 maggio - Jolene Anderson, attrice e cantante australiana
- 26 maggio - Greg Barber, ex hockeista su ghiaccio canadese
- 26 maggio - Krystofer Barch, ex hockeista su ghiaccio canadese
- 26 maggio - Elkin Calle, ex calciatore colombiano
- 26 maggio - Mamadou Coulibaly, ex calciatore ivoriano
- 26 maggio - Paolo Cozzi, ex pallavolista italiano
- 26 maggio - Mattia Graffiedi, allenatore di calcio e ex calciatore italiano
- 26 maggio - LeRoy Hurd, ex cestista statunitense
- 26 maggio - Mércio, ex calciatore brasiliano
- 26 maggio - Yūichi Mizutani, ex calciatore giapponese
- 26 maggio - Anderson de Oliveira Gomes, ex calciatore brasiliano
- 27 maggio - Salvatore Angius, poeta italiano
- 27 maggio - Paolo Borchia, politico italiano
- 27 maggio - Jessica Deglau, ex nuotatrice canadese
- 27 maggio - Juraj Dovičovič, ex calciatore slovacco
- 27 maggio - Ben Feldman, attore statunitense
- 27 maggio - Maryan Hary, ex ciclista su strada francese
- 27 maggio - Seiji Kaneko, ex calciatore giapponese
- 27 maggio - Thomas Manfredini, allenatore di calcio, driver e ex calciatore italiano
- 27 maggio - Pierfrancesco Maran, politico italiano
- 27 maggio - Necip Memili, attore turco
- 27 maggio - Pāvels Mihadjuks, ex calciatore lettone
- 27 maggio - Aslı Orcan, attrice turca
- 27 maggio - Michael Steger, attore statunitense
- 27 maggio - Gastón Turus, ex calciatore argentino
- 28 maggio - Bibi, ex giocatore di calcio a 5 portoghese
- 28 maggio - Mickaël Bourgain, pistard francese
- 28 maggio - Kelly Fremon Craig, sceneggiatrice, regista e produttrice cinematografica statunitense
- 28 maggio - Mark Feehily, cantante irlandese
- 28 maggio - Darnell Hinson, ex cestista statunitense
- 28 maggio - Dave Lepard, cantante e chitarrista svedese († 2006)
- 28 maggio - Maimuna, violinista bielorussa
- 28 maggio - Pete Philly, rapper e cantante olandese
- 28 maggio - Lindi Ortega, cantautrice canadese
- 28 maggio - Gianluca Vinci, politico italiano
- 29 maggio - Ilaria Bianco, maestra di scherma e ex schermitrice italiana
- 29 maggio - Adam Brown, attore e comico britannico
- 29 maggio - Evie Dominikovic, ex tennista australiana
- 29 maggio - Ernesto Farías, ex calciatore argentino
- 29 maggio - Kenn Hansen, ex arbitro di calcio danese
- 29 maggio - Im Yeong-hui, ex cestista e allenatrice di pallacanestro sudcoreana
- 29 maggio - Tiago Martins, arbitro di calcio portoghese
- 29 maggio - Bohdan Nikišyn, schermidore ucraino
- 29 maggio - Mikako Takahashi, doppiatrice giapponese
- 29 maggio - Marinko Škaričić, ex calciatore croato
- 30 maggio - Margaret Dingeldein, ex pallanuotista statunitense
- 30 maggio - Steven Gerrard, allenatore di calcio e ex calciatore britannico
- 30 maggio - José Ángel Gómez Marchante, ex ciclista su strada spagnolo
- 30 maggio - Ruža Ignatova, truffatrice bulgara
- 30 maggio - Sergej Ivanov, ex calciatore kirghiso
- 30 maggio - Ilona Korstin, ex cestista russa
- 30 maggio - Mathis Landwehr, attore tedesco
- 30 maggio - Remy Ma, rapper statunitense
- 30 maggio - Ryōgo Narita, scrittore giapponese
- 30 maggio - Anna Ohura, attrice pornografica giapponese
- 30 maggio - Erin Pac, bobbista statunitense
- 30 maggio - Christian Pistoni, pilota motociclistico italiano
- 30 maggio - Joachim Standfest, allenatore di calcio e ex calciatore austriaco
- 30 maggio - Halis Özkahya, arbitro di calcio turco
- 31 maggio - Giuliana Atepi, doppiatrice e attrice italiana
- 31 maggio - Edith Bosch, judoka olandese
- 31 maggio - Armin Helfer, ex hockeista su ghiaccio italiano
- 31 maggio - Georgia Lara, pallanuotista greca
- 31 maggio - Saara Loikkanen, ex pallavolista finlandese
- 31 maggio - Soren Monkongtong, kickboxer, artista marziale e thaiboxer australiano
- 31 maggio - Imre Peterdi, hockeista su ghiaccio ungherese
- 31 maggio - Philip Ricci, ex cestista e allenatore di pallacanestro statunitense